# Weinbau in Tschechien

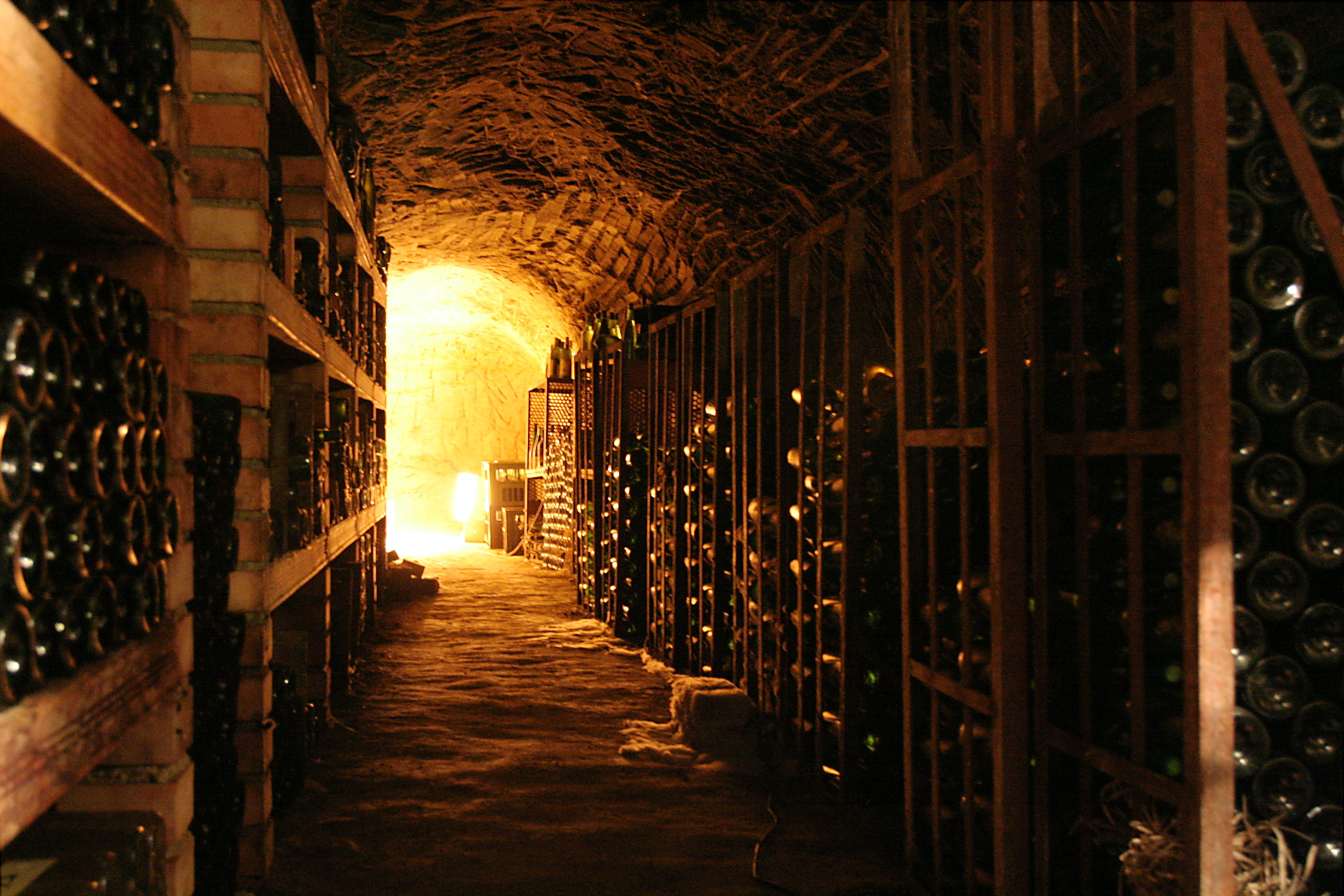
Weinkellerei in Chvalovice, nahe Znojmo

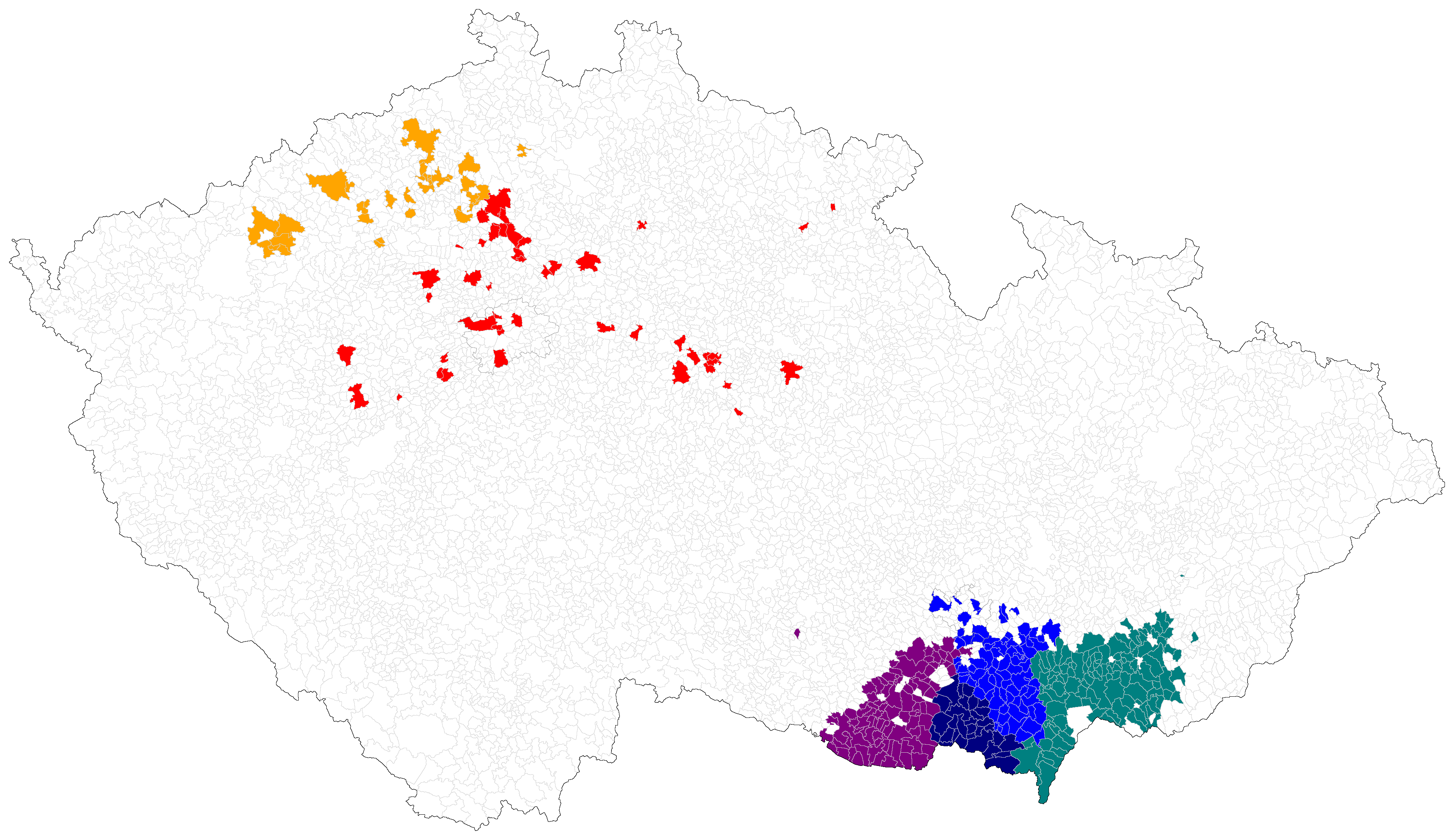
Weinbaugebiete in Tschechien
Weinbaugebiet Böhmen
Subregion Litoměřice
Subregion Mělník
Weinbaugebiet Mähren
Subregion Znojmo
Subregion Mikulov
Subregion Velké Pavlovice
Subregion Mährische Slowakei

Der tschechische Weinbau kann auf eine tausendjährige Tradition zurückblicken. Der Weinkonsum in Tschechien wird zu etwa 45 % aus heimischer Produktion gedeckt, mit steigender Tendenz. Kurz vor dem EU-Beitritt 2004 entstanden noch neue Weinberge mit insgesamt über 1.000 Hektar Fläche. Mitte 2004 wurden rund 18.750 Hektar bewirtschaftet.

## Geschichte

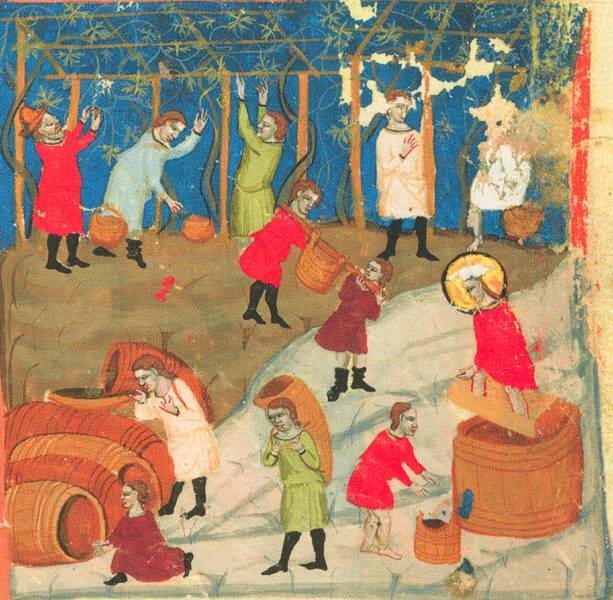
Der heilige Wenzel bei der Weinlese, Dalimil-Chronik

Zu Beginn der Herrschaft der Přemysliden wurde auf der Cecemina bei Dřísy ein einzelner dem heiligen Wenzel gewidmeter Weinberg namens St.-Wenzels-Weinberg (Svatováclavská vinice) angelegt, der als der älteste Böhmens gilt und bis 1877 bewirtschaftet wurde. Vor dem Dreißigjährigen Krieg soll es in Böhmen schätzungsweise 10.000 Hektar und in Mähren 20.000 Hektar Rebfläche gegeben haben, danach wurde das Bierbrauen wichtiger. Als das goldene Zeitalter des Weinanbaus gilt die Zeit zwischen dem 14. und 16. Jahrhundert. Kaiser Karl IV. war ein großer Weinliebhaber und hat sich während dieser Zeit um den Weinanbau in Prag verdient gemacht. Den Weinbauern wurden beispielsweise Anbauflächen zur Rebkultivierung zur Verfügung gestellt oder Karl erließ ihnen Steuern. Zum Schutz der Winzer wurde die Einfuhr ausländischer Weine verboten.

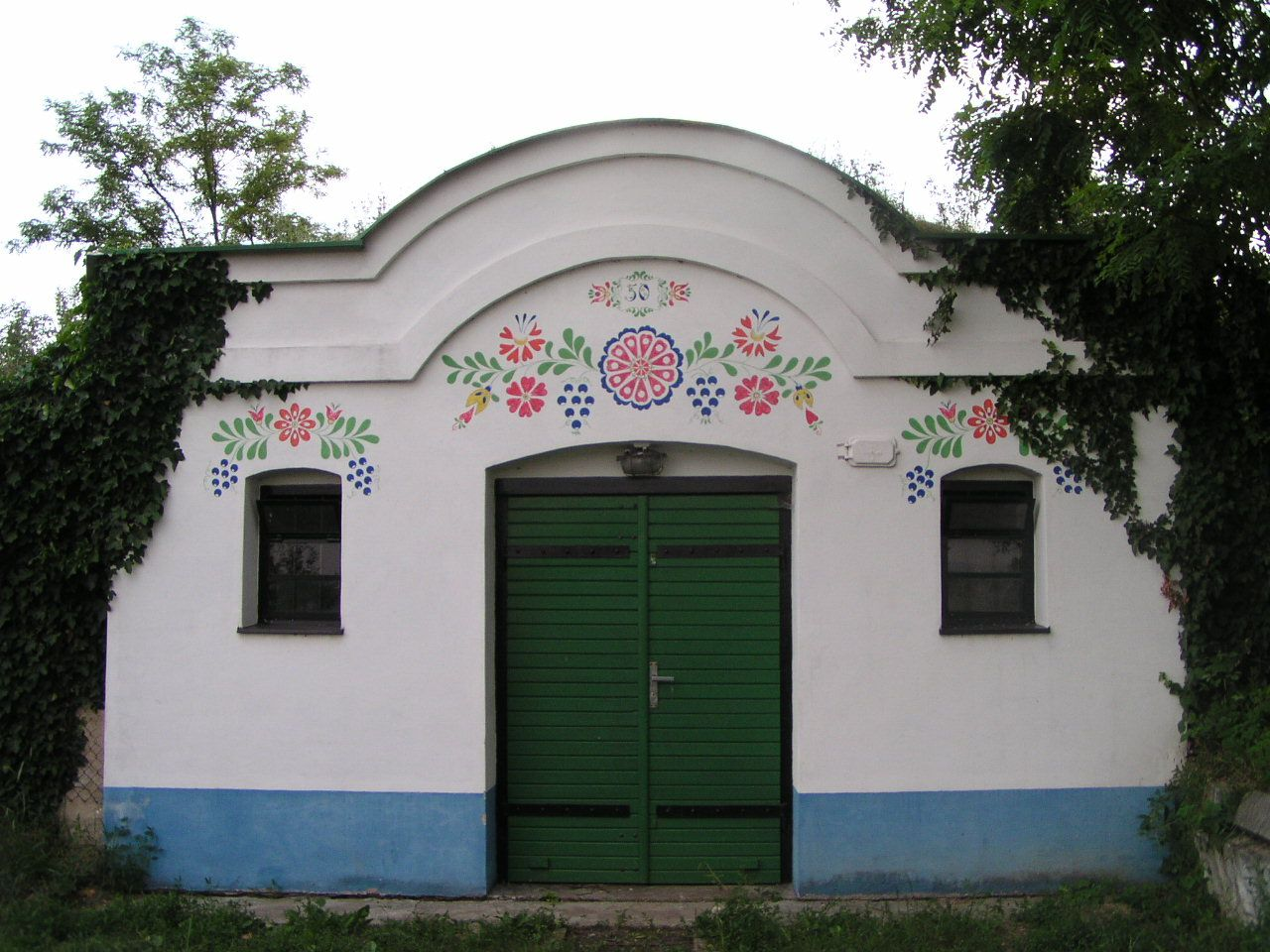
Weinkeller in Petrov bei Strážnice

Ein Weinmarkt soll bereits vor 1850 zum ersten Mal in Valtice (deutsch Feldsberg) veranstaltet worden sein, somit wäre dies die älteste Weinausstellung auf dem Gebiet Tschechiens und Niederösterreichs. Die jüngere dokumentierte Geschichte der Ausstellung begann 1967. In den Kellergewölben von Schloss Valtice befindet sich ein bedeutender Weinkeller. Dort werden jährlich neu prämierte Weine (Siegel „Salon“) zur Verkostung und zum Kauf angeboten.
Zur Zeit der Teilung der Tschechoslowakei im Jahr 1993 waren ca. 47.000 Hektar Rebfläche bestockt, von denen 36.000 Hektar in Ertrag waren. Der größere Anteil an bestockter Rebfläche liegt heute in der Slowakei. Die Weinbaugebiete beider Staaten grenzen bis auf die böhmischen Flächen an Weinbaugebiete in Österreich und in Ungarn, bis nach Tokaj-Hegyalja.

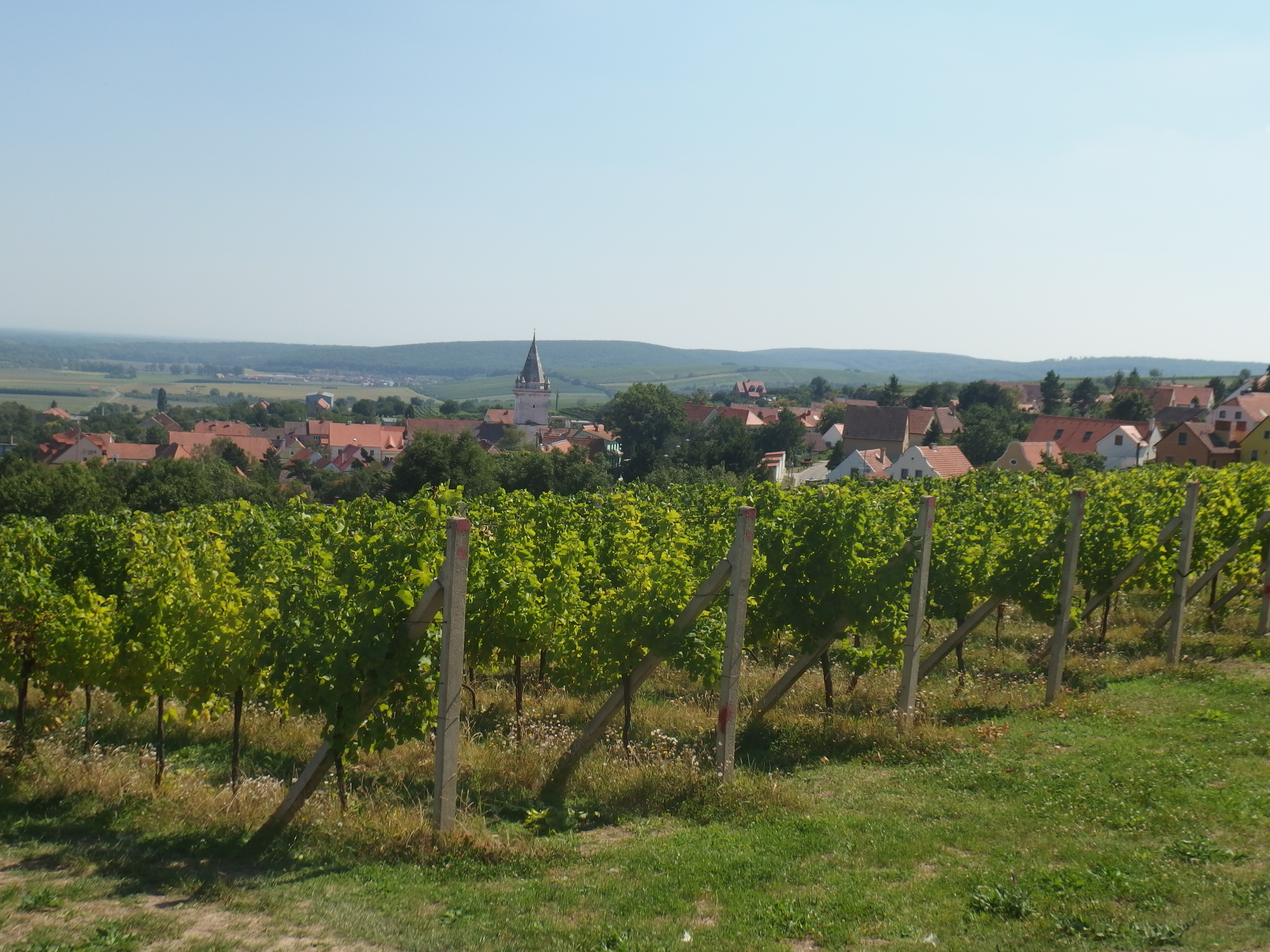
Weinberg im südmährischen Pavlov

1995 entstand ein neues Weingesetz. Dieses definiert den Weinbau, die Produktion sowie die verschiedenen Weintypen. Aufgrund des Zuckergehaltes werden die Weine in Tafelweine, Qualitätsweine und Weine mit Prädikatsbezeichnung eingestuft. Die letzteren werden wiederum in Kabinettweine, Spätlese und Auslese eingeteilt. Den juristischen Rahmen für den tschechischen Weinbau bildet seit 1. Mai 2004 das Weingesetz der Europäischen Union. Die neuesten Reformvorschläge der EU werden vom tschechischen Landwirtschaftsministerium jedoch abgelehnt. 2023 hielt etwa die Hälfte der tschechischen Winzer bei der Etikettierung ihrer Weine nicht die EU-Vorschriften zu Herkunftsgebieten ein.
Im Jahr 2002 wurde in Valtice das Tschechische Weinbauzentrum (Národní vinařské centrum) gegründet. Hierbei handelt es sich um eine gemeinnützige Organisation, an deren Entstehung sich einige Vereinigungen beteiligt hatten, die im Bereich Weinproduktion und Tourismus tätig sind.

## Klima

Wappen von Südmähren, dem bedeutendsten tschechischen Weinbaugebiet

Das Gebiet der größten Weinbauregion in Südmähren weist ein subkontinentales Klima mit typisch warmen bis heißen Sommern und verhältnismäßig kalten Wintern auf. Die durchschnittlichen jahreszeitlichen Temperaturschwankungen betragen ca. 25 Grad Celsius. Die Niederschlagsmenge ist eher gering und beträgt im Mittel ca. 500 mm.
Die kleinen Weinbaugebiete im Westen Tschechiens sind etwas gemäßigter, aber ebenfalls durch den Böhmischen Kessel (tschech.: Česká kotlina) vom Einfluss des atlantischen Klimas abgeschirmt.

## Regionen

### Mähren

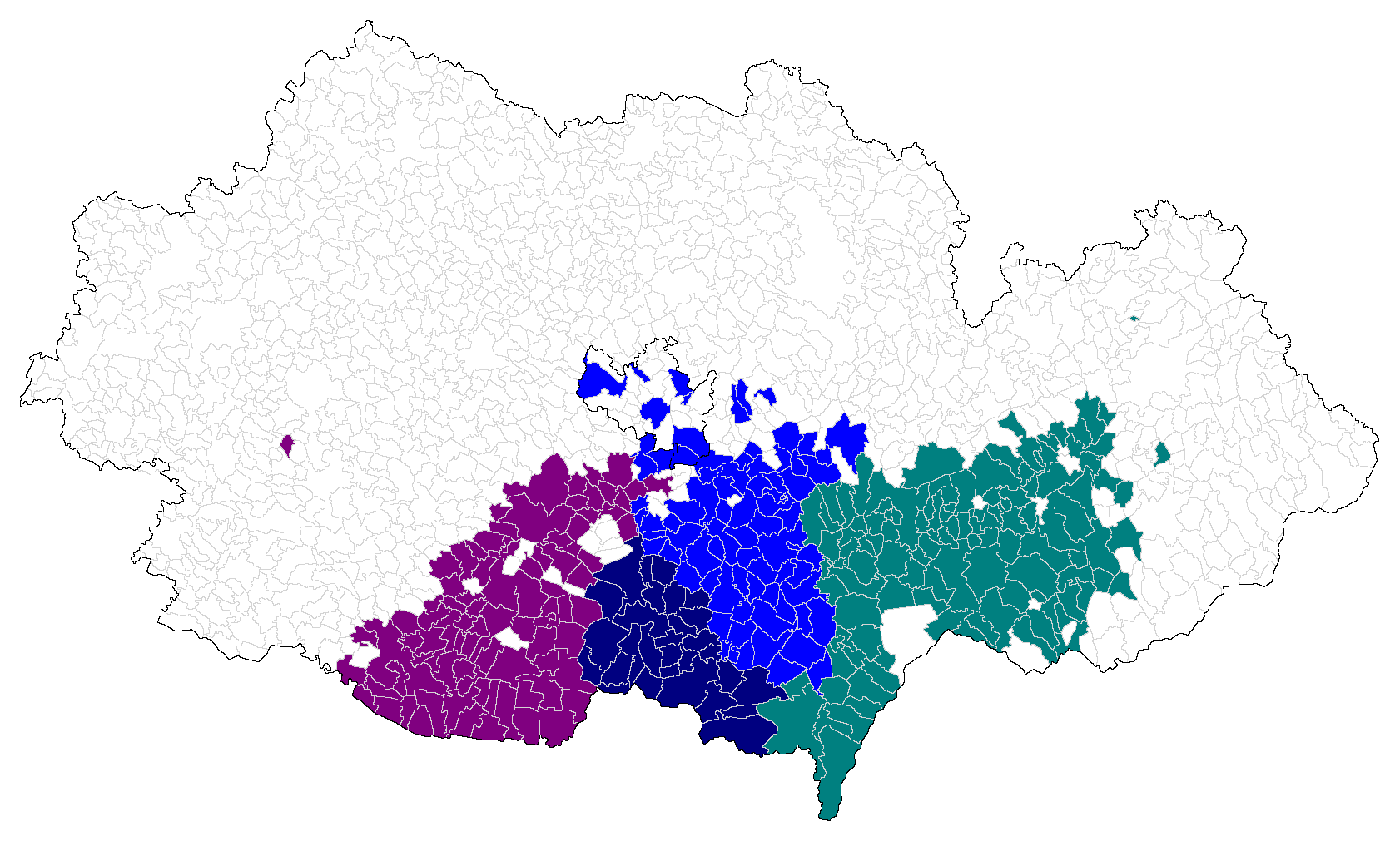
Weinbaugebiet Mähren
Subregion Znojmo
Subregion Mikulov
Subregion Velké Pavlovice
Subregion Mährische Slowakei

Südmähren ist die bedeutendste Weinregion des Landes. Der Weinbau konzentriert sich um den Fluss Thaya, einem Nebenfluss der March, und das Gebiet um die Städte Velké Pavlovice, Mikulov, Znojmo Hustopeče und Šatov die zusammen mit der Region Slovácko 94 % der Rebfläche Tschechiens repräsentieren. Am wichtigsten sind hierbei Weißweine, besonders der auch im benachbarten Niederösterreich bekannte Grüne Veltliner. Angebaut werden ferner Müller-Thurgau, Welschriesling und Chardonnay, letzterer mit stark steigender Tendenz.

#### Einzeln gelegene Anbauflächen
Die Rebflächen am südlichen Fuß des Schloss Sádek in der Gemeinde Caslivice bei Třebíč in der Subregion Znojmo.
Siehe auch: Listen der Kellergassen in den Weinregionen Mikulov, Slovácko, Velké Pavlovice und Znojmo

### Böhmen
Die räumlich getrennten Anbaugebiete liegen entlang der Elbe und ihren Zuflüssen Moldau und Berounka, bei Litoměřice (Leitmeritz), Mělník und Karlštejn. Einzelne Rebflächen liegen zudem an der Westflanke des Böhmischen Mittelgebirges bei Most (Brüx) im Nordböhmischen Becken.
Vor dem Dreißigjährigen Krieg war Leitmeritz nach Prag die größte Weinbaugemeinde Böhmens. Die Kriegsfolgen und die Reblaus führten zu einem weitgehenden Niedergang. Im 20. Jahrhundert wurde der böhmische Weinbau reaktiviert, der heute 5 % der gesamten Rebfläche in Tschechien ausmacht. Der Rebsortenspiegel zeigt hier Müller-Thurgau, Pinot Blanc (tschechisch: Rulandské bílé) und Gewürztraminer (tschechisch: Tramín červený) sowie Grüner Veltliner (tschechisch: Veltínské zelené) sowie auch Grauburgunder, Riesling und in geringem Maße auch rote Rebsorten (Blauer Portugieser).
Historische Parallelen bestanden im Mittelalter zum sächsischen Weinbaugebiet bei Dresden und Meißen. Bedingt durch die geografische Unterbrechung der Elbweinbaugebiete durch die Sächsische Schweiz und die unterschiedliche Geschichte der Regionen nach dem Dreißigjährigen Krieg besteht jedoch heute keine Kontinuität zur Sächsischen Weinstraße.

## Rebsortenspiegel
Die weitverbreitetsten Rebsorten Tschechiens unter tschechischen und deutschen Namen mit Angabe des prozentualen Anteils:

### Rotweinsorten (červené)

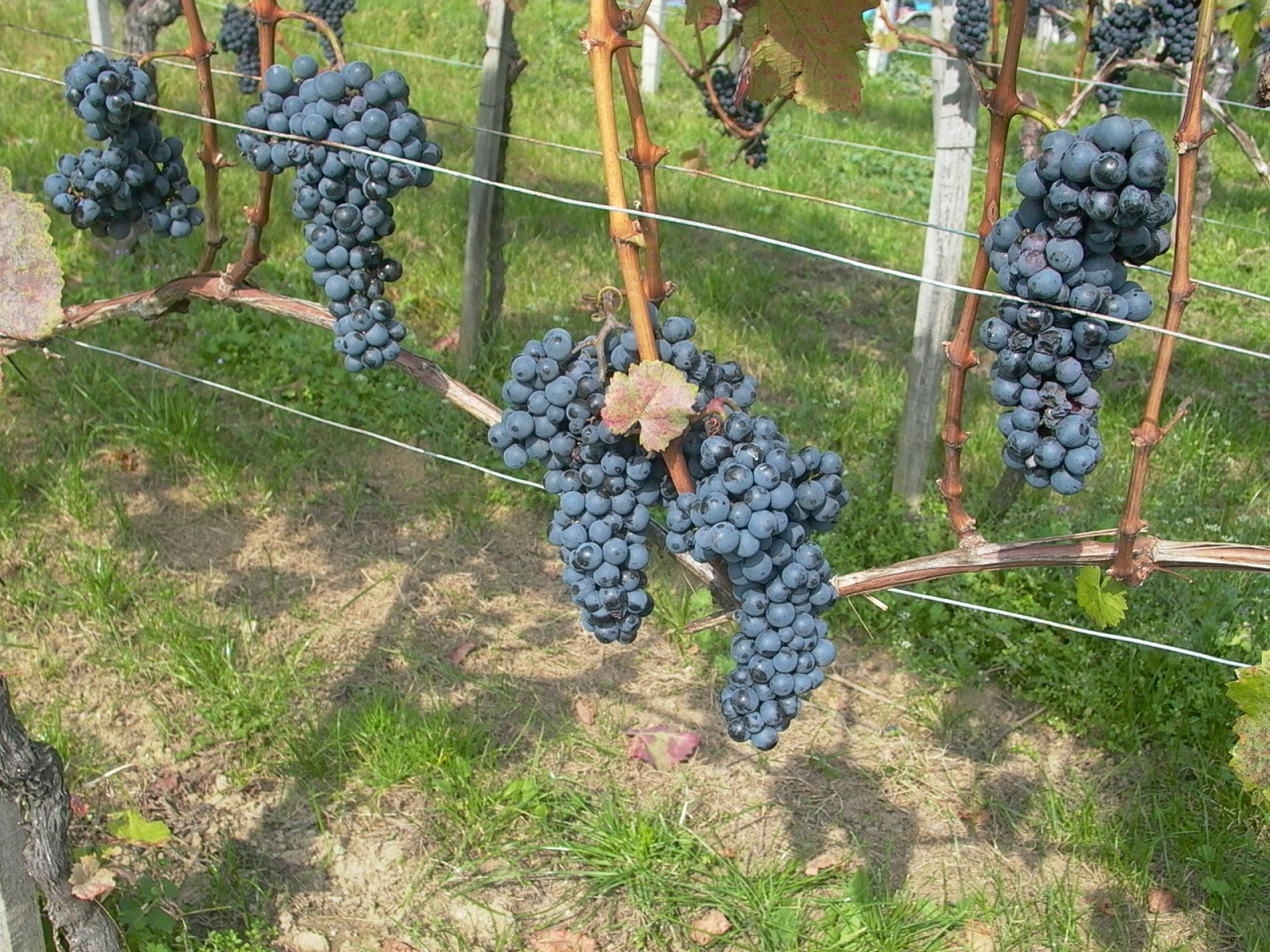
Frankovka (Blaufränkisch)

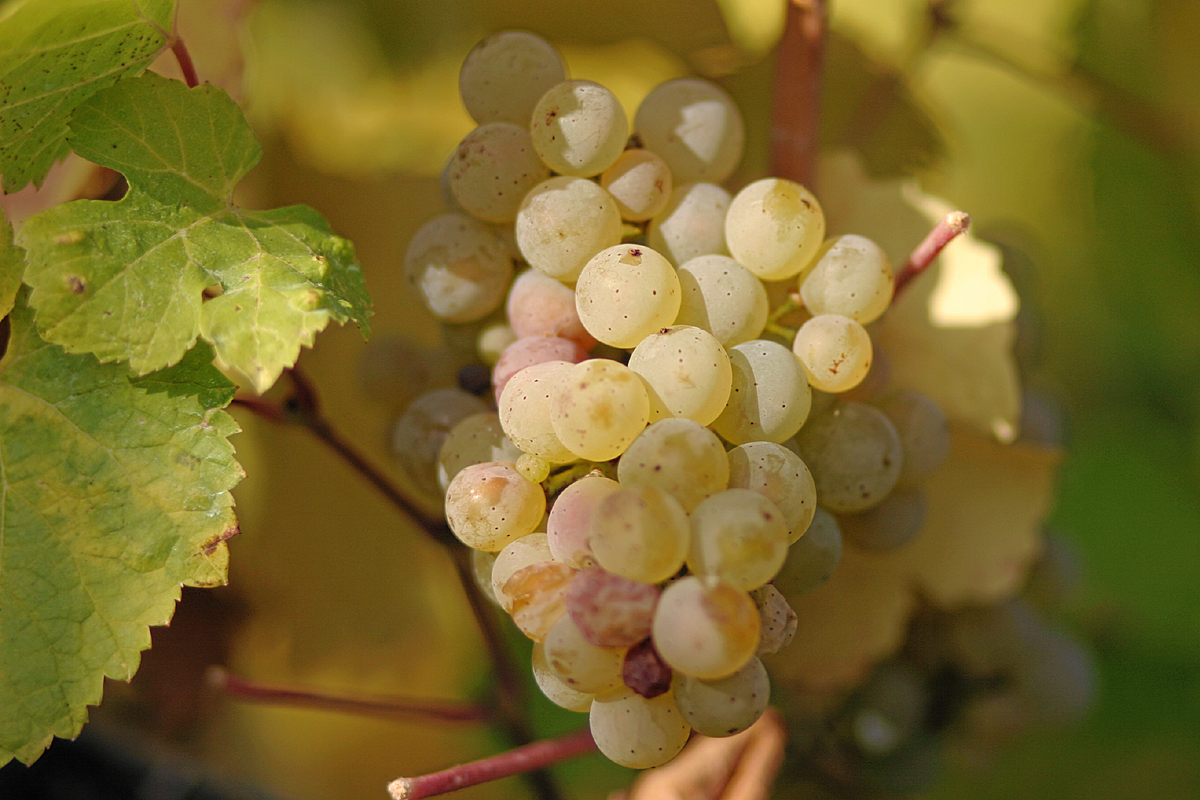
Ryzlink rýnský (Rheinriesling)

- Svatovavřinecké – St. Laurent, 9 %
- Frankovka – Blaufränkisch, 5,6 %
- Zweigeltrebe – Zweigelt, 4,7 %
- Rulandské modré – Pinot Noir, 4 %
- Modrý Portugal – Blauer Portugieser, 3,9 %
- Cabernet Sauvignon, 1,3 %

Daneben werden noch im kommerziellen Weinbau die Sorten Agni, Alibernet, André, Ariana, Cabernet Moravia, Jakubské (Frühburgunder) und Neronet angebaut.

### Weißweinsorten (bílé)
- Müller-Thurgau, 11,2 %
- Veltlínské zelené – Grüner Veltliner, 11 %
- Ryzlink vlašský – Welschriesling, 8,5 %
- Ryzlink rýnský – Riesling, 7 %
- Sauvignon Blanc, 5 %
- Rulandské bílé – Pinot Blanc, 5 %
- Chardonnay, 4 %
- Rulandské šedé – Grauburgunder, 3,7 %
- Tramín červený – Gewürztraminer, 3 %
- Neuburské – Neuburger, 2,3 %
- Muškát moravský – Mährischer Muskat, 1,8 %
- Veltlínské červené rané – Frühroter Veltliner, 1,7 %
- Oliver Irsay, 0,4 %

Eine untergeordnete Rolle spielen die Rebsorten Aurelius, Bouvierův hrozen (Bouvier), Čabaňská perla (Perle von Csaba), Červenošpičák (Rotgipfler), Devín, Kerner, Lena, Malverina, Modrý Janek (Blauer Hans), Muškát Ottonel (Muskat Ottonel), Pálava, Sylvánské červené (Roter Silvaner), Sylvánské zelené (Silvaner) und Veltlínské červenobílé (Roter Veltliner)
Quelle: Liste der Klassifizierungen von Rebsorten für die Weinherstellung nach Artikel 20 der Verordnung (EG) 1227/2000, Stand November 2007

## Etikettierung

### Herkunftsangaben
- vinařská oblast – Region, z. B. Morava (Mähren)
- vinařská podoblast – Subregion z. B. Velkopavlovická (Velké Pavlovice)
- vinařská obec – Ortsbezeichnung
- trať – Lagenangabe
- Logo: Weine aus Böhmen, Weine aus Mähren. (seit 2006)[14]

### Qualitätsangaben
- révové víno – Traubenwein (zur Unterscheidung von anderen Weinen; nicht verbindlich)
- stolní víno – Tafelwein
- jakostní víno – mindestens 15 Grad Brix
  - jakostní víno odrůdové – enthält maximal drei zugelassenen Rebsorten
  - jakostní víno známkové – Cuvée aus mindestens zwei zugelassenen Rebsorten
  - jakostní víno s přívlastkem – Qualitätswein aus maximal drei zugelassenen Rebsorten (fakultative Angabe auf dem Etikett für Anteile von mindestens 15 %). Mindestmostgewicht von 19 Grad Brix vergärbare Zucker – keine Chaptalisation erlaubt. Der maximale Ertrag ist auf 12 Tonnen/Hektar begrenzt. Der Wein muss die Qualitätskriterien erfüllen und von der SZPI, der tschechischen Organisation für Lebensmittelkontrolle eingestuft werden.[15]

### Restzuckergehalt
Grundsätzlich entscheiden muss man sich zwischen suché – trocken und sladké – süß als Geschmacksrichtung.

## Denkmal für Weinhefe in Hustopeče

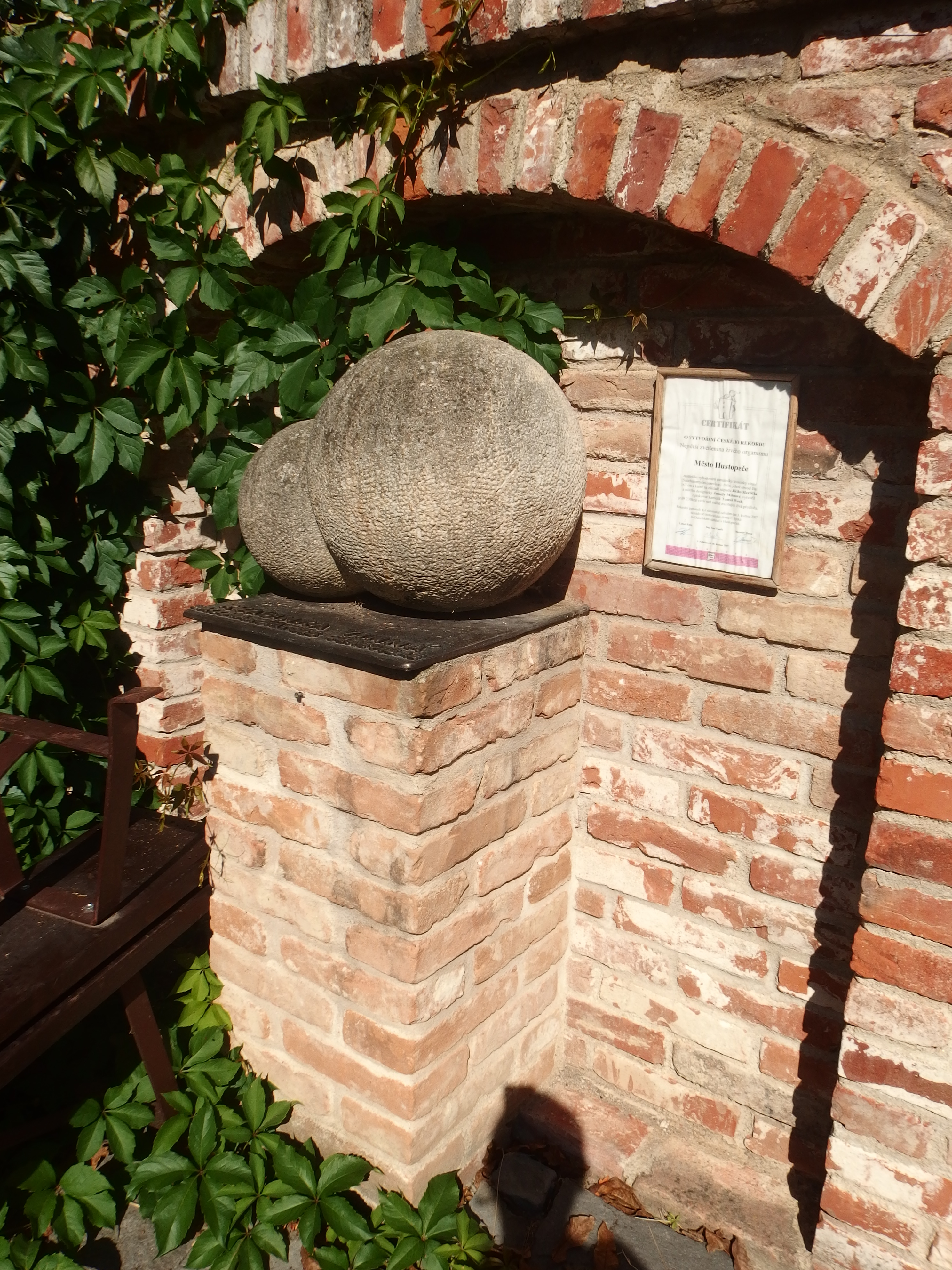
Denkmal für die Weinhefe in Hustopeče

In Hustopeče existiert das wohl weltweit einzige Denkmal für die Weinhefe (Saccharomyces cerevisiae). Dargestellt wird eine sprossende Hefezelle in 70.000-facher Vergrößerung.